# Triple DES
In crittografia, il Triple DES (DES triplo) è un cifrario a blocchi basato sulla ripetizione del Data Encryption Standard (DES) per tre volte.

## Algoritmo
Quando si scoprì che la chiave a 56 bit del DES non era abbastanza lunga da garantire la sicurezza contro attacchi a forza bruta, il TDES fu scelto come modo semplice per aumentare la lunghezza della chiave senza bisogno di cambiare algoritmo. L'uso di tre passaggi è essenziale per prevenire attacchi di tipo meet-in-the-middle che funzionano contro la doppia crittazione DES. Si noti che il DES non è un gruppo; se lo fosse, il TDES sarebbe equivalente al singolo DES, e non sarebbe più sicuro.

### Sequenza di operazioni
La più semplice variante del TDES opera come segue: {\displaystyle {\textrm {DES}}(k_{3};{\textrm {DES}}(k_{2};{\textrm {DES}}(k_{1};M)))}, dove {\displaystyle M} è il blocco di messaggio da cifrare e {\displaystyle k_{1}}, {\displaystyle k_{2}}, e {\displaystyle k_{3}} sono le chiavi DES. Questa variante è comunemente conosciuta come EEE perché tutte e tre le operazioni DES criptano ((E)ncription). Per semplificare l'interoperabilità tra il DES e il TDES il passaggio centrale è usualmente rimpiazzato con una decriptazione (modo EDE): {\displaystyle {\textrm {DES}}(k_{3};{\textrm {DES}}^{-1}(k_{2};{\textrm {DES}}(k_{1};M)))} e quindi una singola criptazione DES con la chiave {\displaystyle k} può essere rappresentata come TDES-EDE con {\displaystyle k_{1}=k_{2}=k_{3}=k}. La scelta della decriptazione per il passaggio centrale non influisce sulla sicurezza dell'algoritmo.

### Numero di chiavi
Siccome TDES utilizza tre passaggi di criptazione permette l'utilizzo di una, due o tre chiavi di criptazione. Il numero di chiavi adottate è indicato alla fine della notazione di ordine di esecuzione (es. DES-EEE1, DES-EEE2, DES-EEE3). L'utilizzo di un'unica chiave è il modo meno sicuro di implementare l'algoritmo in particolare se si utilizza la sequenza criptazione-decriptazione-criptazione (DES-EDE1) che, in realtà, si riduce ad un singolo ordine di criptazione perché i primi due passaggi si elidono a vicenda. L'utilizzo di tre chiavi differenti garantisce la migliore protezione come in DES-EEE3 e DES-EDE3.

## Sicurezza
In generale TDES con tre differenti chiavi (3TDES) ha una lunghezza della chiave di 168 bit: tre chiavi des da 56 bit ciascuna (con i bit di parità si arriva a una lunghezza di 192 bit), ma la sicurezza garantita è di soli 112 bit.
Una variante, chiamata TDES a due chiavi (2-key TDES) usa k1 = k3, riducendo così la lunghezza della chiave a 112 bit e la lunghezza effettiva a 128 bit. Tuttavia, questa modalità è suscettibile a certi attacchi con testo in chiaro scelto o testo in chiaro noto  e quindi si è ufficialmente  deciso che abbia solo 80 bit di sicurezza.
Il miglior attacco conosciuto alla criptazione TDES con tre chiavi distinte richiede circa 232 parole conosciute, 2113 passi, 290 cifrature DES singole, e 288 memoria (l'articolo presenta altri confronti tra tempo e memoria). Questo non è attualmente fattibile.  Se l'attaccante cerca di scoprire una qualunque delle molte chiavi crittografiche, c'è un attacco efficace in termini di memoria, che permette di scoprire una delle 228 chiavi, dando una quantità di parole da scegliere per chiave attorno alle 284 operazioni di cifrature.  Questo attacco è altamente parallelizzabile e potrebbe situarsi in un orizzonte di praticabilità, ammessa la disponibilità di budget di milioni di dollari e la disponibilità di anni di tempo per portare a termine l'attacco, sebbene le circostanze per il quale questo sarebbe utile sono limitate.

## Utilizzo
Il TDES, praticamente in disuso, ora è rimpiazzato dal suo successore naturale, AES.
Per implementazione, il DES ed anche il TDES, soffrono di una bassa prestazione software; sui processori moderni, l'AES tende ad essere circa sei volte più veloce. Il TDES era adatto a implementazioni hardware su vari sistemi di cifratura ormai superati dall'efficienza e dalla scalabilità dell'AES che non richiede hardware dedicato.

## Varianti del 3-DES
- DES - EEE3: 3-DES con tre diverse chiavi di cifratura una per ogni passaggio
- DES - EDE3: 3 Chiavi di cifratura diverse : una per cifrare , una per decifrare , una per cifrare nuovamente
- DES - EEE2: Simile al DES-EEE3 ma la prima e la terza chiave sono uguali
- DES - EDE2: Simile al DES-EDE3 ma la prima e la terza chiave sono uguali